# Roberto Gaa
Roberto O. Gaa (* 4. Oktober 1962 in Manila, Philippinen) ist ein philippinischer Geistlicher und ernannter römisch-katholischer Bischof von Novaliches.

## Leben
Roberto Gaa empfing am 23. September 2000 das Sakrament der Priesterweihe.
Am 6. Juni 2019 ernannte ihn Papst Franziskus zum Bischof von Novaliches.